# Escudo de armas del estado Amazonas
El escudo del estado Amazonas, en Venezuela, fue creado mediante decreto de fecha 19-11-1986, realizado a través de concurso por parte del presidente del extinto Consejo Municipal del Territorio Federal Amazonas, Prof. Humberto José Rodríguez Uvieda, luego de 62 años de haberse fundado en Puerto Ayacucho, capital del estado, y su autor es el pintor José Alí Maray Blanco.
En su heráldica, destacan una cinta en la parte de arriba, donde se posa una guacamaya en la parte céntrica de la misma, partiendo en dos las palabras: Honor, en la parte izquierda y Lealtad en la derecha. En la cinta también destacan cuatro estrellas que, para su momento, 1986, correspondían a los cuatro Departamentos en que se encontraba dividido el Territorio Federal Amazonas; luego de ser elevado a estado en 1992, se aprobó la nueva Ley de División Política Territorial y se crearon los siete municipios en los cuales se encuentra dividido el estado Amazonas.
Debajo de la cinta se ubica una cesta típica con diferentes frutas autóctonas, señal de la riqueza de frutos y maderas de la región. 
En los laterales derechos e izquierdos se ubican dos palmas de moriche, material con el que los indígenas construyen el techo de sus churuatas y representan la gran variedad existente de flora en el estado. El escudo hispano está cortado y dividido en tres cuarteles: el primero ubicado en la parte superior izquierda, donde destaca el color rojo y presenta a un aborigen trabajando la cerámica. Representa el atrevimiento, intrepidez y el valor de los indígenas en su lucha contra los invasores. El indígena en posición de rodillas refleja su sentido de creatividad. 
El cuartel de la derecha en color amarillo, refleja la riqueza y pureza que se encuentran en el extenso territorio. Allí también destaca posando sobre un árbol un Tucán, ave autóctona del estado que significa libertad y vigila la frontera. El cuartel inferior, el más amplio, está sobre un fondo de color azul y verde que significan, el primero lealtad, justicia, majestad y hermosura, así como la inmensidad de su limpio cielo y la gran sinuosidad del río Orinoco.
El verde, por su parte, expresa la esperanza y la abundancia como la inmensa e inaccesible selva amazónica. También destacan las rocas, reservorio de antiquísimos petroglifos; la vivienda indígena, Churuata, signo de recogimiento y serenidad, así como el majestuoso cerro Autana, monumento natural y patrimonio geológico, símbolo de la mitología indígena.
- Datos: Q5838424